# Шили (мост)
Ши́ли (англ. Sheely Bridge) — стальной пешеходный мост через реку Роаринг-Форк-Ривер, расположенный в парке Милл-Стрит, город Аспен, штат Колорадо, США.

## Описание
Длина моста — 26,5 м, ширина — 4,65 м, высота — 6,25 м. Шили — один из первых мостов штата, в котором использована такая деталь как заклёпка. Стоимость строительства составила 6300 долларов (ок. 160 000 долларов в ценах 2015 года). Конструктором моста выступил Чарльз Шили.

## История
Мост был построен в 1911 году в городке Карбондейл ниже по течению, где служил до 1966 года. Изначально он был предназначен для автомобильного движения по шоссе 133 и имел длину 37 метров, но в 1966 году был укорочен на десять метров, стал пешеходным и перемещён в Аспен. 4 февраля 1985 года мост Шили был внесён в Национальный реестр исторических мест США под номером 85000223.